# 針腳兼容
針腳兼容（英語：pin compatible）是指當一種插座和另一插座的針腳定義相同時的情形。一般而言針腳兼容的晶片和插座都能直接插入。但針腳兼容並不一定代表該晶片的全部性能可以被發揮，甚至不一定能正常運作。這樣可縮減平台的開發時間但卻可能導致難以添加新功能或提升效能。而不針腳兼容的話可能需要防呆設計以避免錯誤插入。

## 例子
Socket AM2、Socket AM2+、Socket AM3